# Systatica bilineata
Systatica bilineata là một loài bướm đêm trong họ Geometridae.